# Стрельба в Чапел-Хилле
Стрельба в Чапел-Хилл — инцидент произошедший 10 февраля 2015 года, вблизи студенческого городка Университета Северной Каролины в Чапел-Хилл, штат Северная Каролина, США. Полиция арестовала Крейга Стивена Хикса, подозреваемого в убийстве. К расследованию дела, которое получило громкий общественный резонанс, подключилось ФБР. Президент США Барак Обама и представитель генерального секретаря ООН Стефан Дюжаррик осудили жестокое убийство.

## История
10 февраля 2015 года Крейг Стивен Хикс убил трёх студентов, выстрелив каждому в голову. Убийство произошло на парковке жилого комплекса рядом с кампусом Университета Северной Каролины. Хикс, который являлся их соседом по дому, после совершения преступления не пытался скрыться и сдался полиции.
Жертвами убийства стали трое человек (двое из них были студентами), две сестры и муж одной из них:
- Диа Шедди Баракят, 23 года
- Юсур Мухаммад, 21 год
- Разан Мухаммад Абу-Сальха, 19 лет

12 февраля 2015 года в столице американского штата Северная Каролина, городе Роли, прошли похороны погибших. Погребальная молитва состоялась около мечети Роли после полуденного намаза. Из-за большого количества желающих принять участие в богослужении, молитву проводили на футбольном поле.
Многие из пришедших на похороны высказались за более тщательное расследование этого преступления. Полиция считала, что основной причиной убийства молодых людей стал спор из-за парковки. По словам отца девушек убийца был их соседом и не раз оскорблял их из-за религии.
Отсутствие комментариев в первые дни после трагедии со стороны Барака Обамы, вице-президента Байдена и госсекретаря Керри вызвали недовольства президента Турции Реджепа Тайипа Эрдогана. Выступая в ходе официального визита в Мексику, Президент Турции заявил: «Если вы продолжите молчать перед лицом подобного инцидента и не сделаете заявления, то мир будет хранить молчание по отношению к вам».

## Расследование
По результатам обыска в квартире Крэйга Стивена Хикса полицейские нашли целый арсенал оружия. Было обнаружено в общей сложности 12 единиц огнестрельного оружия, в том числе семь винтовок и большой запас патронов. Известно, что в этой квартире Хикс жил со своей супругой.
Власти штата решили почтить память убитых студентов, создав в их честь стипендиальный фонд, первоначальный размер которого составил 60 000 долларов США. В дальнейшем фонд должен будет пополняться за счет пожертвований.
В апреле 2015 года обвиняемый по делу об убийстве троих студентов, Крейг Хикс предстал перед судом. Окружной прокурор Роджер Эколс инкриминировал ему убийство первой степени и потребовал для него высшей меры наказания.
По результатам вскрытия выяснилось, что Диа Баракят закрывался руками от выстрелов и пытался оказывать сопротивление убийце. Преступник выпустил в него несколько пуль, после чего он упал в дверном проеме. Вскрытие тел Юсур и Разан показало, что перед выстрелом стрелявший приставил пистолет к их головам.